# Ignatius Brjantschaninow
Ignati Brjantschaninow (russisch Игнатий Брянчанинов, bürgerlicher Name Димитрий Александрович Брянчанинов/ Dimitri Alexandrowitsch Brjantschaninow; * 5. Februarjul. / 17. Februar 1807greg. in Pokrowskoje (Wologda, Grjasowez) bei Wologda; † 30. Apriljul. / 12. Mai 1867greg. im Nikolo-Babajewski-Kloster bei Kostroma) war von 1857 bis 1861 Bischof in Stawropol.

## Leben bis 1856

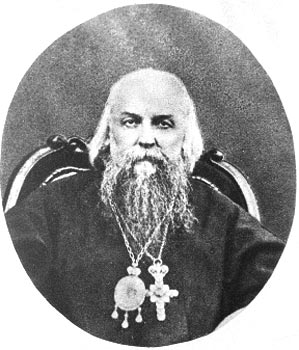
Ignati Brjantschaninow

Dimitri wurde 1807 in Pokrowskoje (Rajon Grjasowez) geboren. Er entstammte einer Adelsfamilie. Sein Vater war Aleksandr Semjonowitsch Brjantschaninow, seine Mutter Sofja Afanasjewa. Er war der Älteste seiner acht Geschwister. Zu Beginn des Jahres 1823 wurde er auf die Ingenieurakademie in St. Petersburg gesandt. Im Dezember 1826 legte er sein Examen ab. Der junge Offizier wurde in Dünaburg eingesetzt. Weil er kränklich war, nahm er am 6. November 1827 seinen Abschied. Er trat in Kontakt zur hesychastischen Erneuerung, die von Païssi Welitschkowski ausging. Dimitrij war zeitweise in Ploschtschansk, Brjansk, Optina Pustyn, Pokrowskoje, Kirillow Novojeserskij, Wologda, Semigorod, Gluschizki und Lopotow. Am 28. Juni 1831 erhielt er bei der Mönchsweihe in Wologda den Namen Ignati. Sein Namenspatron war der heilige Ignatius von Antiochien. Am 20. Juli 1831 wurde er zum Priestermönch geweiht. Am 28. Mai 1833 wurde er zum Hegumen ernannt. Am 1. Januar 1834 wurde er Archimandrit von Sergijewa Pustyn (Einödkloster) bei St. Petersburg. Er ließ das Kloster neu aufbauen. In dieser Zeit schrieb er seine geistlichen Aufsätze, die er unter dem Titel „Asketische Erfahrungen“ zusammenfasste.

## Stawropol und Bolschie Soli
Am 27. Oktober 1857 wurde Ignati zum Bischof von Stawropol geweiht. Manche Bischöfe erkannten ihn nicht an, da er eine Ausbildung als Ingenieur und damit einen anderen Zugang zur Theologie hatte. Viele seiner Predigten sowie eine Einführung in das monastische Leben entstanden hier. Am 6. August 1861 ging Ignati aus gesundheitlichen Gründen in den Ruhestand. Er zog sich in das Nikolo-Babajewski-Kloster (Gouvernement Kostroma) zurück. Hier schrieb er einen Traktat über den Tod. Er starb am 30. April 1867. 1988 wurde er kanonisiert. Sein Gedenktag ist der 30.4./13.5. Auf ihn beruft sich der monastische Aufbruch in Russland.

## Werke
- Asketitscheskaja propowed. St. Petersburg 1867.
- Asketitscheskie opyty, 2 Bände. St. Petersburg 1865.
- Isbrannyja isretschenija swjatych inokow i powesti is schisni ich (Otetschnik). St. Petersburg 1870.
- Pisma k rasnym lizam, 2 Bände. Sergijew Posad 1913.1917.
- Polnoe sobranie tworenij swjatitelja Ignatija Brjantschaninowa, hrsg. v. A.N.Strischew, 8 Bände. Moskau 2001-2007.
- Prinoschenie sowremennomu monaschestwu. St. Petersburg 1867.
- Slowo o tscheloweke. Moskau 1995.
- Slowo o smerti. St. Petersburg 1862.
- Sotschinenija episkopa Ignatija Brjantschaninowa, 5 Bände. 2. Auflage. St. Petersburg 1886.
- Tworenija, hrsg. v. O.Golosow, 6 Bände. Moskau 2001 f.
- Tworenija swjatitelja Ignatija Brjantschaninowa, 7 Bände. Moskau 1993.
- On the Prayer of Jesus. Übers. v. Lazarus (Moore). 3. Auflage. Liberty 1995.
- The Arena. An Offering to Contemporary Monasticism. Übers. v. Lazarus (Moore). 4. Auflage. Jordanville 1997.
- Approches de la prière de Jésus. Übers. v. Priestermönch Syméon. Abbaye de Bellefontaine 1983.
- Les miettes du festin. Introduction à la tradition ascétique de l’Église d’Orient. Übers. v. Priestermönch Syméon. Sisteron 1978.
- Preghiera e lotta spirituale. Turin 1991.